# Гомес да Силва, Вилде
Вилде Гомес да Силва (порт. Wilde Gomes da Silva; 14 апреля 1981, Орос, Сеара, Бразилия), более известный как просто Вилде (порт. Wilde) — бразильский игрок в мини-футбол. Бывший нападающий сборной Бразилии по мини-футболу.

## Биография
Вилде начинал свою карьеру в бразильских клубах. Наиболее успешным для него стал сезон, проведённый в «Ульбре», когда он стал чемпионом Бразилии по мини-футболу и выиграл Межконтинентальный кубок. В 2005 году бразилец перебрался в испанский Эль-Посо, с которым впоследствии четырежды выиграл чемпионат, брал национальные кубок и суперкубок, а в 2008 году дошёл до финала Кубка УЕФА по мини-футболу, где команда из Мурсии в серии пенальти уступила российскому «ВИЗ-Синаре». В чемпионском для «Эль-Посо» сезоне 2008-09 Вилде стал лучшим бомбардиром первенства.
В 2010 году бразилец перешёл в другой испанский клуб — «Барселону».
В составе сборной Бразилии по мини-футболу Вилде стал чемпионом мира 2008. Бразилец отличился пятью забитыми мячами и точным ударом в послематчевой серии пенальти финала против сборной Испании.

## Достижения
- Чемпион мира (2): 2008, 2012
- Обладатель Кубка УЕФА по мини-футболу (2): 2011/12, 2013/14
- Обладатель Межконтинентального Кубка: 2002
- Чемпион Бразилии: 2002/03
- Чемпион Испании (7): 2005/06, 2006/07, 2008/09, 2009/10, 2010/11, 2011/12, 2012/13
- Обладатель Кубка Испании по мини-футболу (3): 2008, 2010, 2011, 2012, 2013
- Обладатель Суперкубка Испании по мини-футболу (2): 2006, 2010, 2013
- Обладатель Королевского кубка Испании по мини-футболу (4): 2011, 2012, 2013, 2014